# Knock Castle (Aberdeenshire)

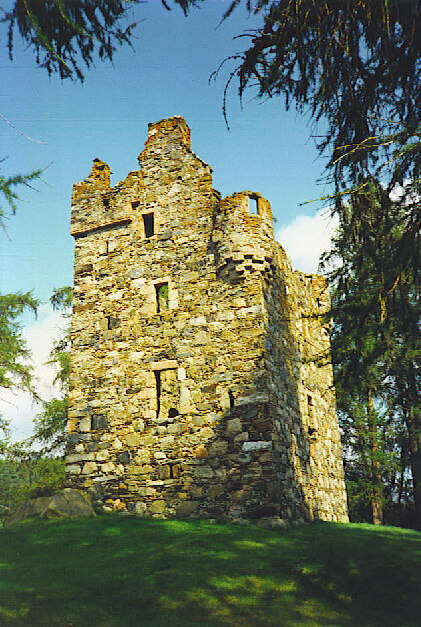
Knock Castle, Aberdeenshire

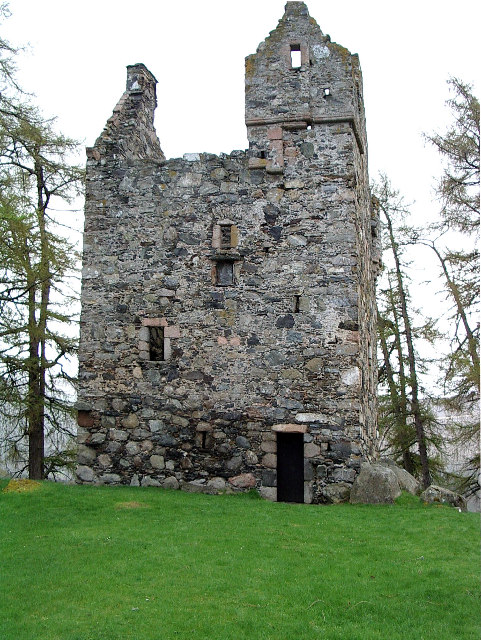
Knock Castle, Aberdeenshire

Knock Castle ist eine Burg westlich der Ortschaft Ballater in der schottischen Council Area Aberdeenshire. Sie liegt auf einem Hügel in der Nähe der Einmündung des Muick in den Dee. Die Burg besteht nur aus einem zentralen Wohnturm, einem 'Keep'. Sie wurde Anfang des 17. Jahrhunderts von Mitgliedern des Clans der Gordon errichtet. Heute liegt sie als Ruine vor.
Die Anlage ist als Denkmal der Kategorie B klassifiziert.